# Азарян, Альберт Арамаисович
Азарян Альберт Арамаисович (род. 3 июня 1941, Барум, Шамхорский район) — советский и украинский учёный, электротехник, специалист в области моделирования и программного обеспечения. Доктор технических наук (1993), профессор (1995), академик Академии горных наук Украины, заслуженный деятель науки и техники Украины (2001), Лауреат Государственной премии Украины в области науки и техники.

## Биография
Родился 3 июня 1941 года, Барум, Азербайджанская ССР.
В 1961—1967 годах работал в Армянском радиоцентре. В 1967 году окончил Одесский электротехнический институт, факультет радиосвязи и радиовещания. В 1967—1968 годах — начальник радиорелейной станции в городе Кривой Рог.
С 1968 года — в Криворожском горнорудном институте: ассистент, старший преподаватель, доцент, с 1979 года — на кафедре моделирования и программного обеспечения.

## Научная деятельность
Специалист в области моделирования и программного обеспечения. Соавтор 350 научных работ, 57  изобретений. Редактор профессионального издания: «Качество минерального сырья».

### Научные труды
Автор 5 монографий и 7 учебных пособий:
- Качество минерального сырья / А. А. Азарян, В. А. Колосов, Л. А. Ломовцев, А. Д. Учитель. — Кривой Рог: Минерал, 2001. — 201 с.
- Инструкция по нормированию, прогнозированию и учету показателей природы / А. А. Азарян, В. Ф. Бызов, В. А. Колосов, А. В. Моргун, В. К. Плеханов, С. А. Попов. — Кривой Рог: Минерал, 2002. — 120 с.
- Комплекс ресурсо- и энергосберегающих геотехнологий добычи и переработки минерального сырья, технических средств их мониторинга с системой управления и оптимизации горнорудных производств // А. А. Азарян, Ю. Г. Вилкул, Ю. П. Капленко, Ф. И. Караманиц, В. А. Колосов, В. С. Моркун, П. И. Пилов, В. Д. Сидоренко, А. Г. Темченко, П. И. Федоренко. — Кривой Рог: Минерал, 2006. — 261 с.
- Инструкция по прогнозированию величин показателей извлечения железных руд, их нормированию по технологическим и экономическим критериям, планированию, учёту и контролю в процессе подземной разработки железорудных месторождений. (3-е изд., переработанное и дополненное) // А. А. Азарян, В. А. Колосов, А. В. Моргун, С. О. Попов, Н. И. Ступник. — Кривой Рог: Октан-принт, 2012. — 178 с.

Автор 17 методических разработок и учебных пособий:
- Алгоритмический язык Си с типичными программами: учебное пособие / УМК ПО, 1997. — 197 с. — ISBN 5-7763-9676-X.
- Алгоритмический язык Си с типовыми алгоритмами и программами: учебное пособие. — Кривой Рог: Минерал, 2002. — 203 с.
- Вычислительная техника, алгоритмизация и программирование: учебное пособие. — Кривой Рог: Минерал, 2005. — 244 с.
- Основы научных исследований: учебное пособие. — Кривой Рог: Минерал, 2010. — 239 с.
- Основы научных исследований: учебное пособие. — Кривой Рог: Минерал, 2009. — 219 с.
- Вычислительная техника, алгоритмизация и программирование: учебное пособие. — Кривой Рог: Минерал, 2006. — 267 с.
- Схемотехника ЭВМ: учебное пособие. — Кривой Рог: Минерал, 2005. — 196 с.

## Награды
- Заслуженный деятель науки и техники Украины (2001);
- Государственная премия Украины в области науки и техники;
- Нагрудный знак «За научные и образовательные достижения» Министерства образования и науки Украины;
- почётный знак председателя Днепропетровского областного совета;
- медаль имени Академика Г. М. Малахова;
- орден имени Академика В. В. Ржевского Академии горных наук Украины;
- Знак «За заслуги перед городом» (Кривой Рог) 3-й степени.